# Odontophrynus cultripes
O sapo-verruga (nome científico: Odontophrynus cultripes) é uma espécie de anfíbio da família Odontophrynidae. É endêmica do sudeste do Brasil, mais comumente nos estados de São Paulo e Minas Gerais, sendo observada também em Goiás. Pode ser encontrada em alturas entre 500 e 1.000 metros acima do nível do mar.

## Descrição
É uma espécie grande, em comparação à outras do gênero. Os machos da espécie medem em torno de 50–80 mm, e as fêmeas, em torno de 45–70 mm. Possui corpo castanho-escuro, com pequenas manchas escuras distribuídas em seu dorso. O ventre possui pigmentação cinza-esverdeada. A musculatura da cauda e barbatana são fortemente pigmentadas, com as áreas claras contrastando com as escuras.
A barbatana dorsal é mais alta que a ventral e as papilas labiais são bem-desenvolvidas lateralmente. Possui glândulas parotoides grandes e ovoides, glândula tibial e glândulas alongadas na lateral do antebraço. A vocalização se caracteriza por uma nota curta e pulsada, ocupando uma banda larga na frequência.

## Taxonomia e evolução
É uma espécie alopátrica, assim como todas as outras de seu gênero. A família Odontophrynidae é constituída por 52 espécies, que estão distribuídas na América do Sul.
Por abranger uma grande área, esse clado também ocupa diversos biomas, como na Floresta Amazônica, Mata Atlântica, Caatinga, Cerrado, Chaco e Pampas. Verificando assim que esses animais possuem grande tolerância à condições diversas do ambiente.

## Habitat e conservação
É uma espécie fossorial, ocorrendo em florestas tropicais ou subtropicais húmidas de baixa altitude, savanas húmidas, campos de gramíneas, pântanos, lagos e marismas intermitentes, jardins rurais, áreas urbanas, florestas secundárias altamente degradadas, lagoas, canais e valas.
Se reproduz abundantemente em poças ou lagoas temporárias, mesmo as artificiais. Apesar de classificada como pouco preocupante, a perda de habitat causada pelo desenvolvimento urbano e intensificação da agricultura causam impactos negativos à espécie. Porém a espécie se encontra, na maioria das vezes, em áreas protegidas. Ainda, é necessária a conscientização rural em relação à espécie, especialmente no Cerrado.

## Ecologia
Atualmente, há poucos estudos sobre a espécie. Contudo, uma espécie do mesmo gênero, possui características semelhantes ao Odontophrynus cultripes na fase larval, que se desenvolve em pequenos riachos e lagos e na fase adulta, com focinho arredondado, olhos grandes e dorsais, papilas largas, cônicas e distintas.
Há também, a evidência de alguns estudos realizados com a espécie Odontophrynus carvalhoi, os quais apresentam padrões comportamentais similares, como o inflamento do corpo assim que tocados, um canto de soltura, após inflar-se, durante um curto período, e a movimentação rápida de seus membros para se enterrarem na lama, ao perceberem a presença humana.